# نفر كا حور
نفر كا حور، (بالإنجليزية: Neferkahor)‏، يحتمل أنه كان ملكا في الأسرة المصرية السابعة، خلال الفترة الانتقالية الأولى. (2181–2055 ق.م.). ويحمل الرقم 49 في قائمة أبيدوس للملوك.

## مقالات ذات صلة
- الأسرة المصرية السابعة
- قدماء المصريين
- قائمة الفراعنة